# پل لندن

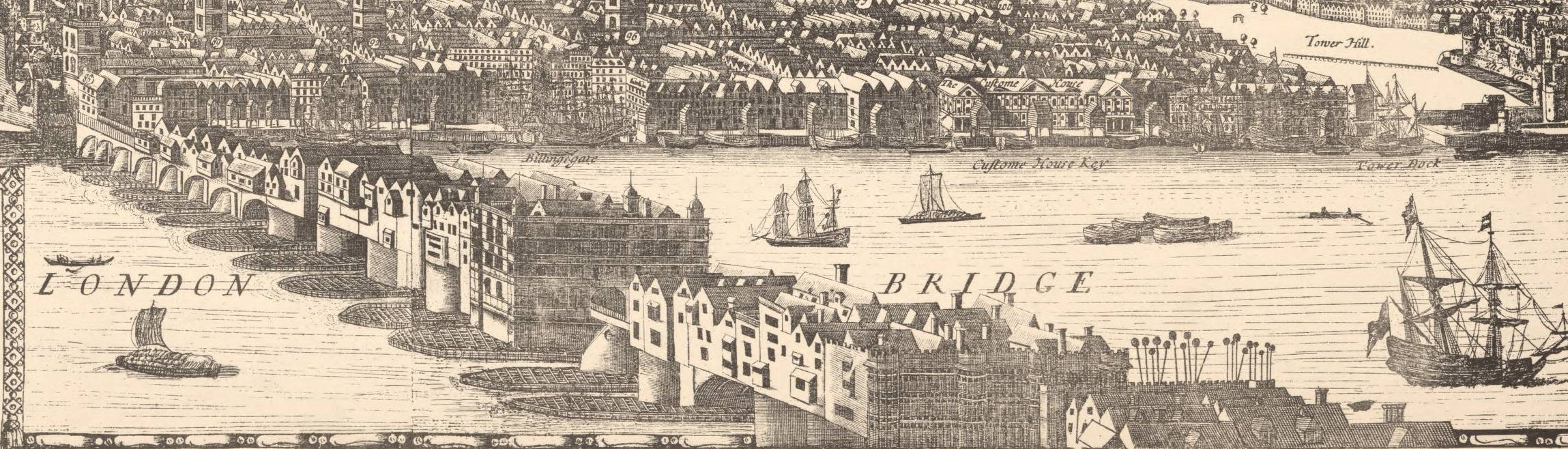
طرحی از پل لندن در نقشه‌ای قدیمی مربوط به ۱۶۸۲

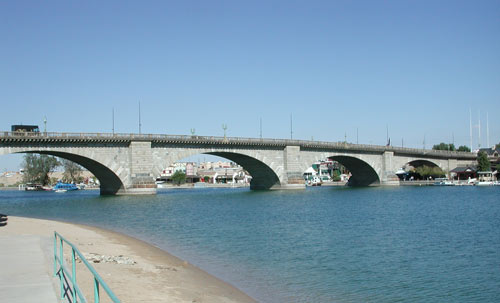
پل بازسازی شدهٔ لندن در آریزونا

پل لندن یا لاندن بریج (به انگلیسی: London Bridge) نام یکی از پل‌های لندن است که بر روی رودخانهٔ تیمز ساخته شده و مرکز قدیمی شهر را به محلهٔ ساوث‌وارک متصل می‌سازد.
پل لندن تا ۱۷۵۰ تنها پلی بود که بر روی تیمز ساخته شده بود اما در ۱۸۲۴ کار ساخت پل دیگری در غرب آن آغاز شد که تا ۱۸۳۱ طول کشید و پس از آن پل قدیمی را تخریب کرده و پل جدید را پل لندن نامیدند.
پس از آن در ۱۹۶۷ و باز به‌منظور ایجاد تغییراتی در سازهٔ پل، عملیات احداث پل جایگزین دیگری آغاز گردید و پل قدیمی برای فروش گذاشته شد. در ۱۹۶۸ بازرگانی آمریکایی این پل را خریداری و آن را در ایالت آریزونای آمریکا بازسازی نمود.
کار ساخت پل کنونی در ۱۹۷۲ به پایان رسید و ملکه الیزابت دوم آن را در۱۷ مارس ۱۹۷۳ افتتاح نمود.

## نگارخانه

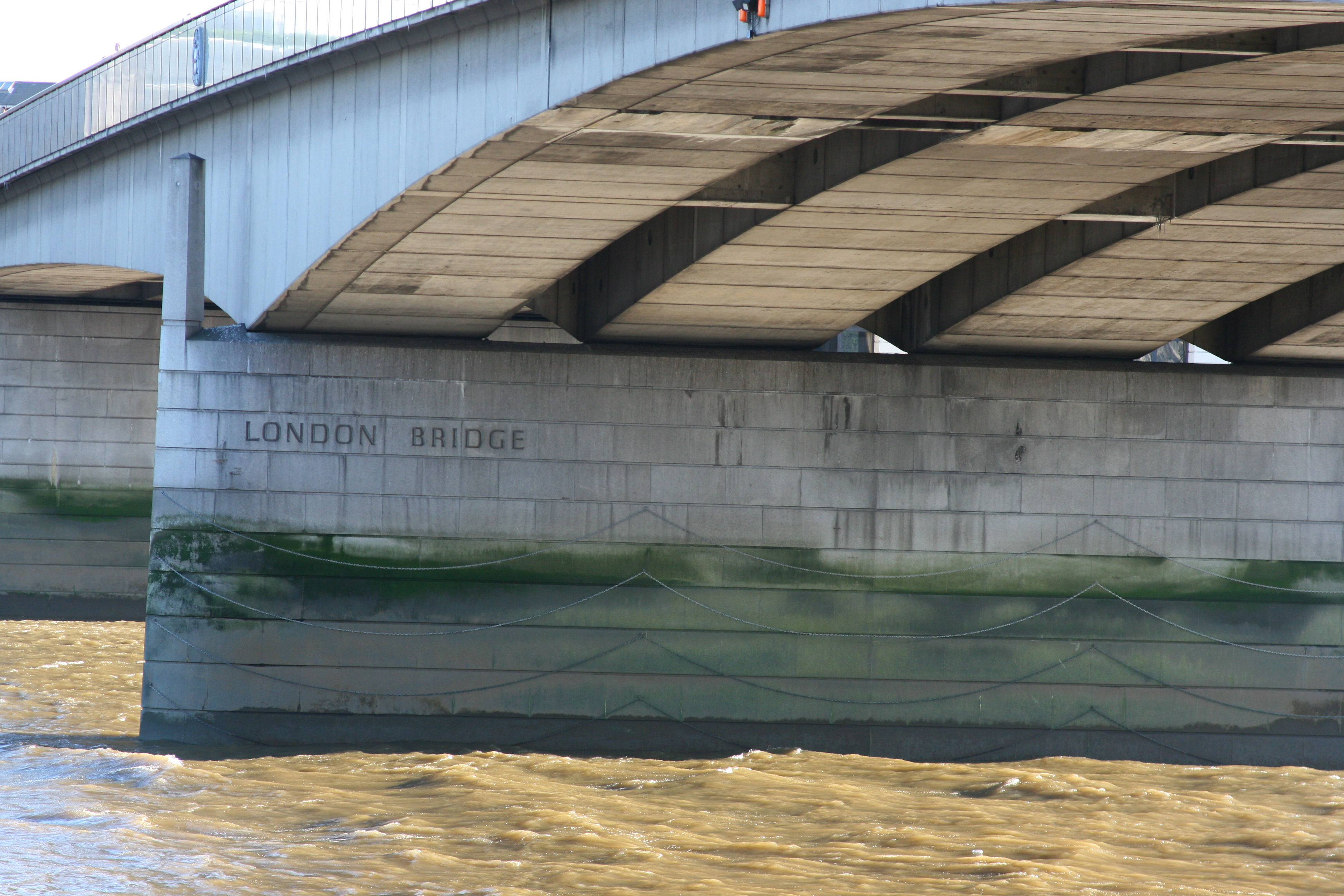
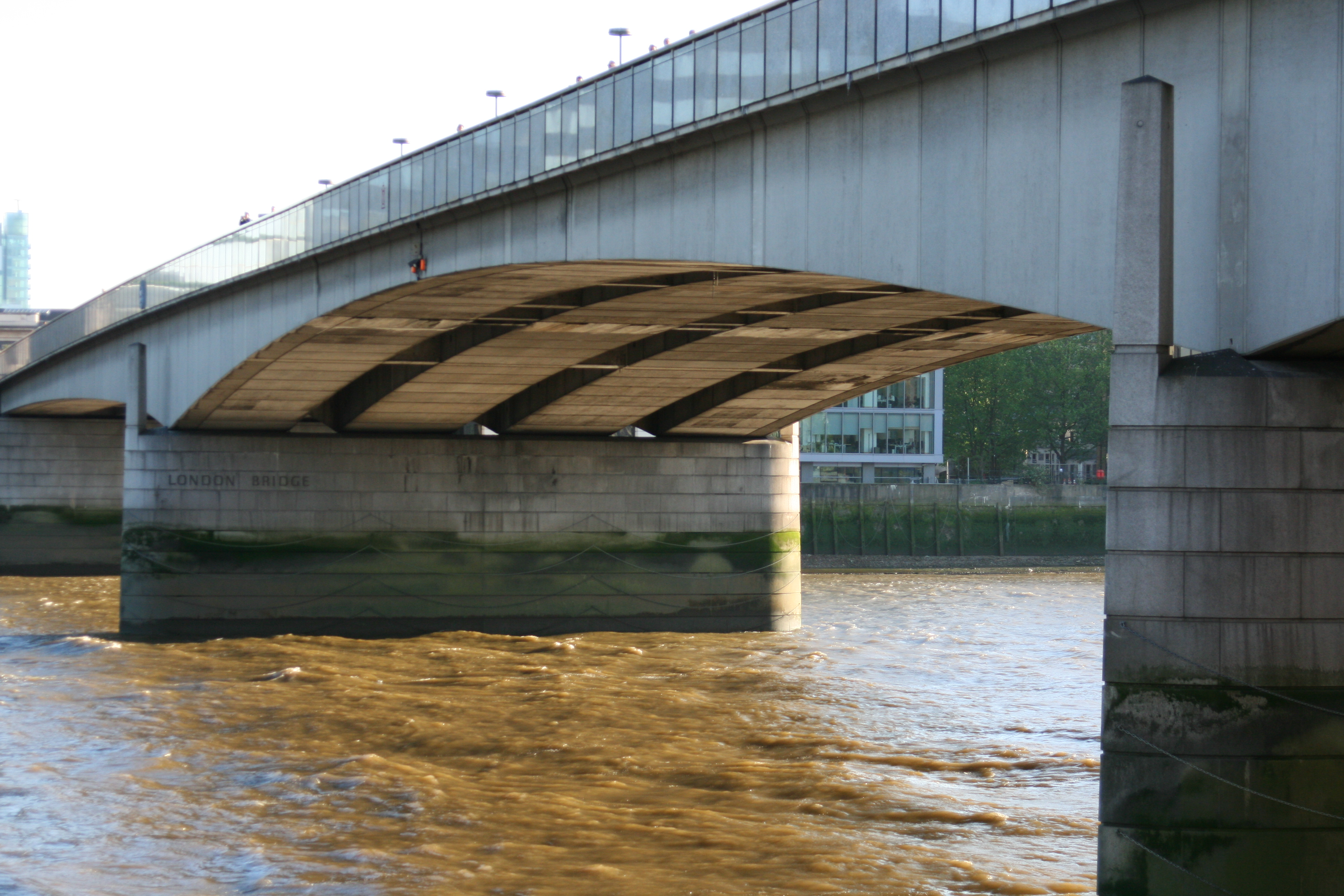
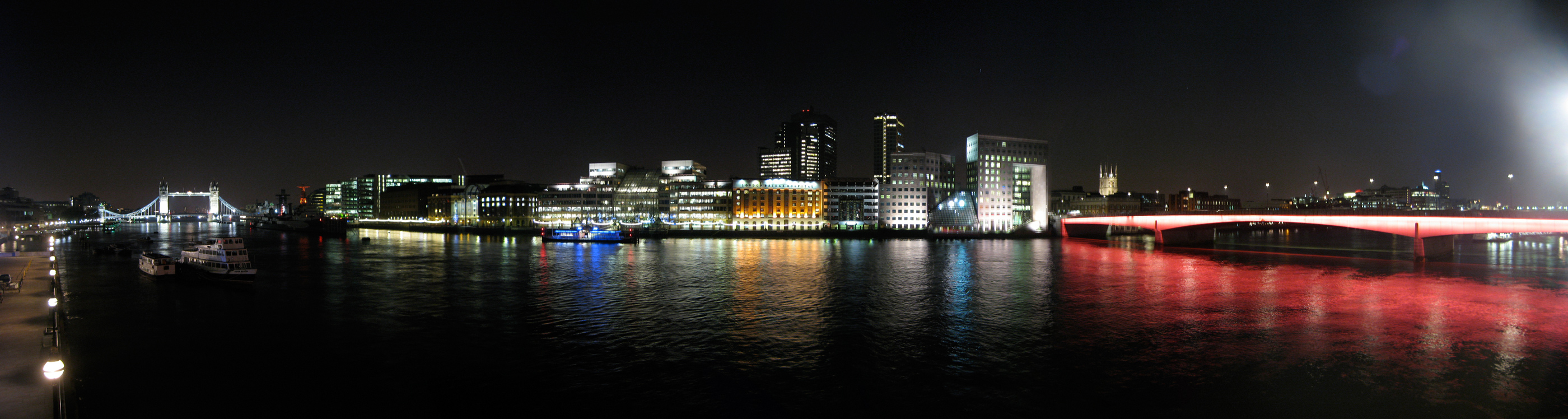
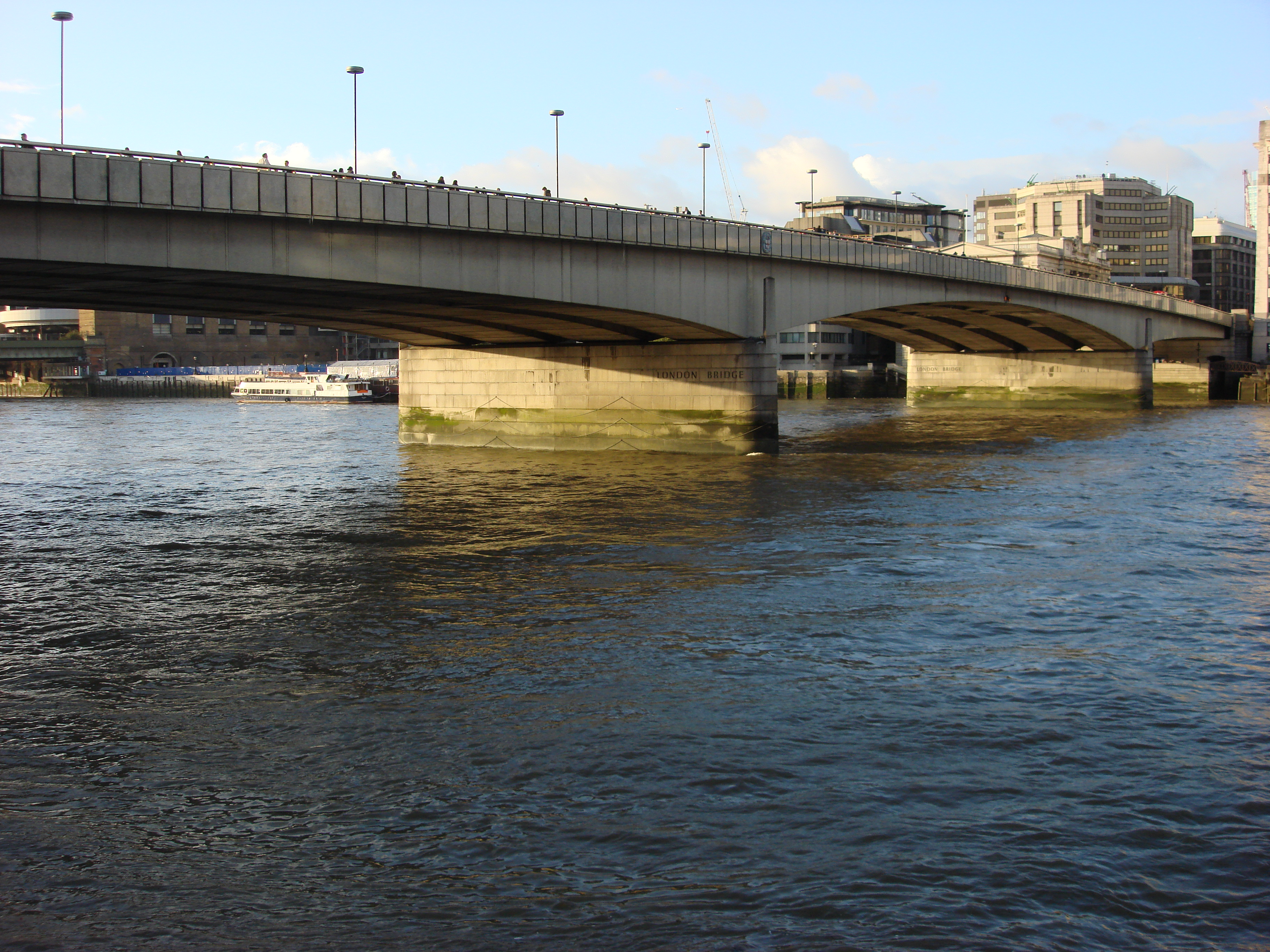
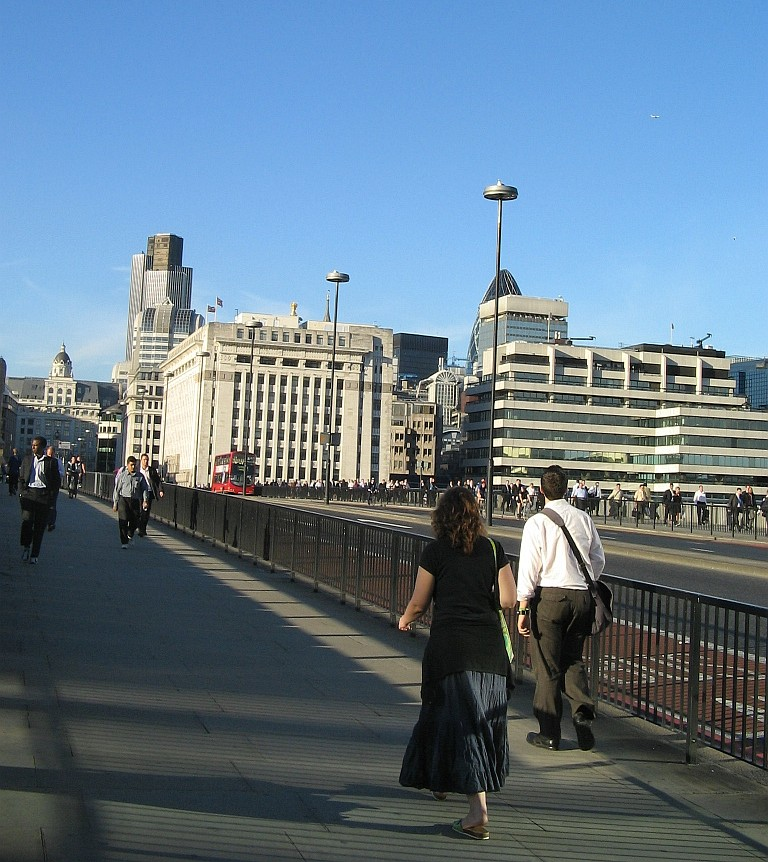
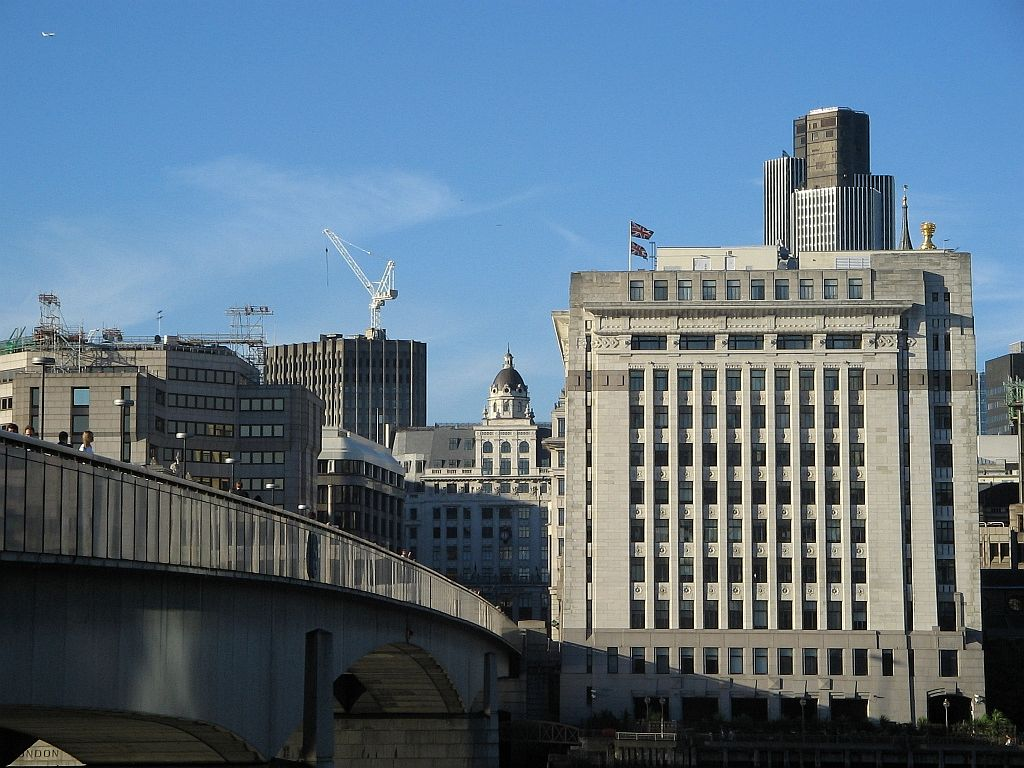
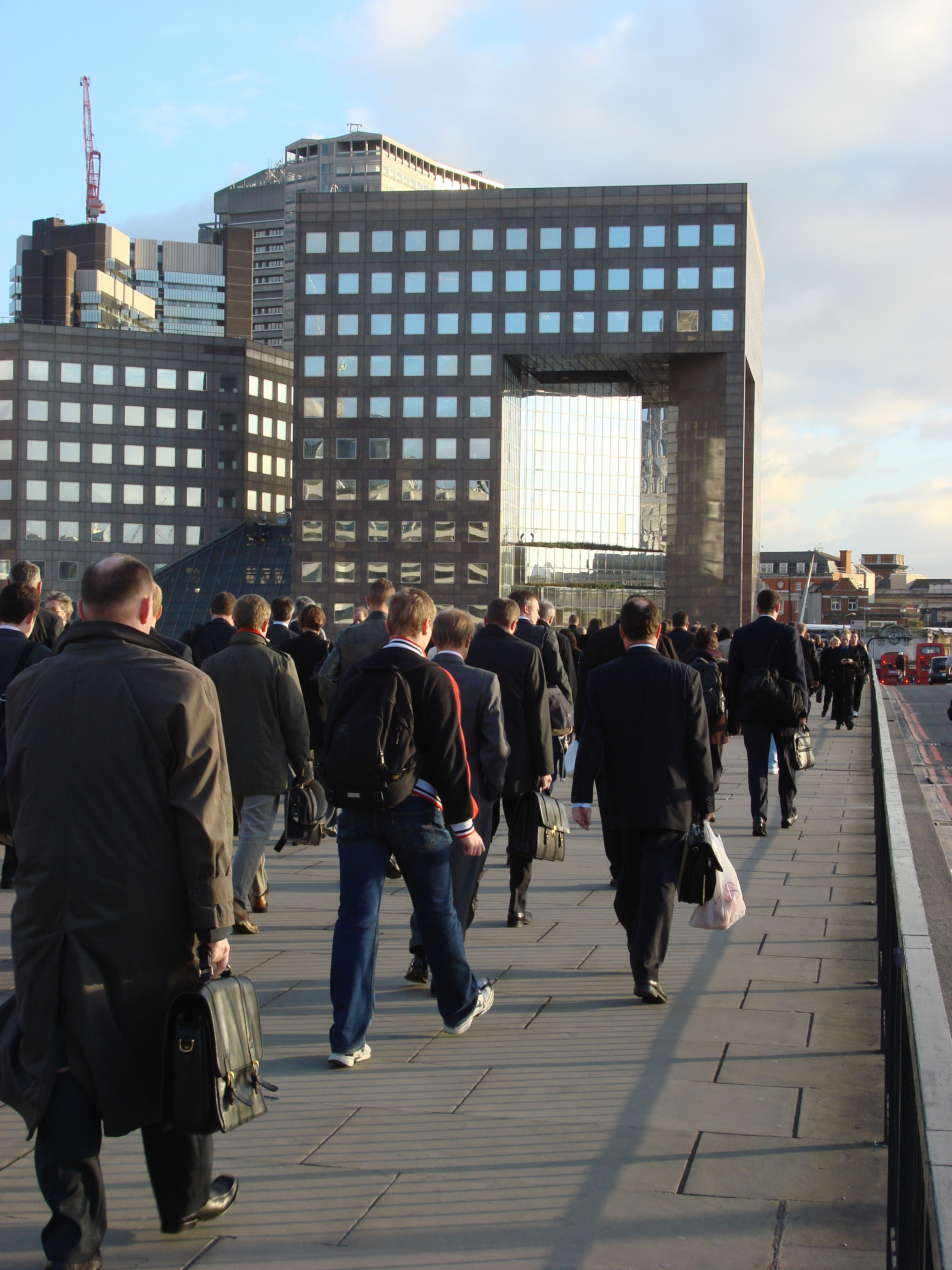
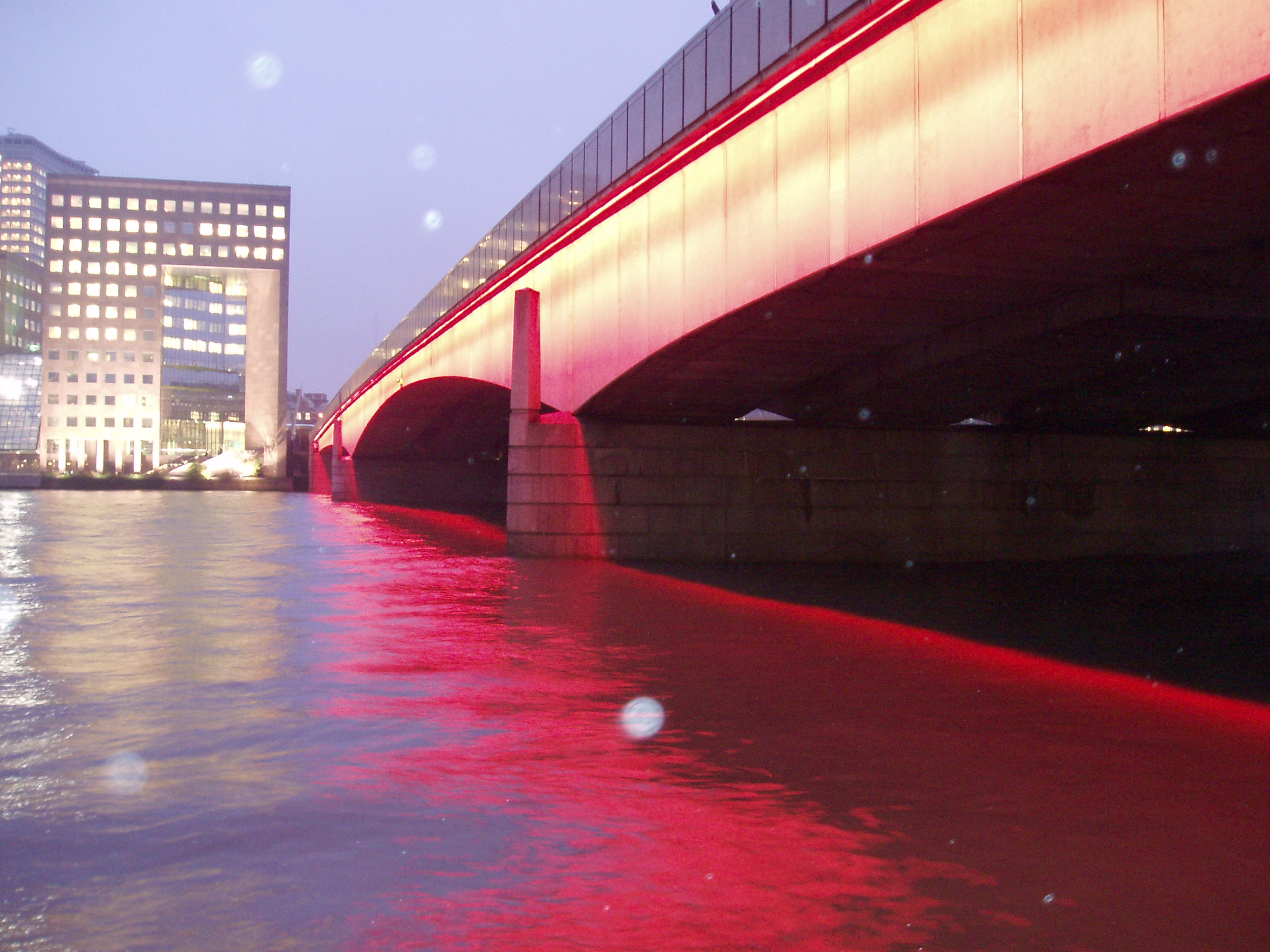